# Ramón Julián Rodríguez
Ramón Julián Rodríguez (Asunción, 29 marzo 1939) è un allenatore di calcio ed ex calciatore paraguaiano, di ruolo attaccante.

## Carriera

### Club
Ha giocato in Paraguay, Sudafrica, Colombia, Ecuador e Venezuela.

### Nazionale
Ha allenato squadre di club di Paraguay, Venezuela e Colombia, e le squadre nazionali di Paraguay e Taiwan.

## Palmarès

### Giocatore

#### Competizioni nazionali
- Campionato paraguaiano: 1

Libertad: 1955
- Campionato colombiano: 1

Ind. Santa Fe: 1966

### Allenatore

#### Competizioni nazionali
- Campionato paraguaiano: 1

Libertad: 1976
- Campionato venezuelano: 1

Est. Mérida: 1980
- División Intermedia: 3

Atl. Colegiales: 1982
General Caballero: 1986
Tacuary: 2002